# 大串友紀
大串 友紀（おおぐし とものり、1974年5月4日 - ）は、日本の作曲家、編曲家、マニピュレーター、DJ、パーカッショニスト、レコーディング・エンジニア。血液型はAB型。

## 人物
キーボーディストとしてキャリアをスタート。2001年TOMOの名義で作曲家、編曲家として声優などに楽曲提供。ANIME JAPAN FES（AJF）ではマニピュレーターとしてライブに参加。月刊誌サウンドデザイナーにてCDレビュー等の執筆活動も行う。自身のバンド「NEW JERSEYS」でキャプテンとして活動。
DJ/Gussy名義で登場することもある。

## レコーディング履歴
- 宇宙戦隊NOIZ
- エレキベース
- OraNoa
- Casper&the Cookies
- 「今日からマ王!（PS2）」
- 佐藤ひろこ
- サンプリングサン
- 時空海賊SEVEN SEAS
- SPIRO
- 「ダンスダンスレボリューション（アーケード）」
- 「テイルズ オブ レジェンディア（PS2）」
- talk to me
- 徳永憲
- 渚十吾
- Neo Atomic Motor
- ハミリーコンプータ
- 藤村順子
- MIU
- 「みんなで鍛える全脳トレーニング（アーケード）」
- 森岡万貴
- YAK.
- ゆーきゃん
- Rajas
- Lodge

## ライブ／マニピュレーター参加
- アイドルマスター
- アニソンアイドル心 [桃井はるこ、Perfume、井ノ上奈々、彩音、MUH〜、酒井香奈子、稲村優奈・花村怜(sorachoco) ]
- アニぱら音楽館
- ANIME JAPAN FES（アニメジャパンフェス）
- 新垣結衣（イベント）
- angela
- 内田真礼
- 宇宙戦隊NOIZ
- 影山ヒロノブ
- かぶら2008
- 串田アキラ
- 小坂りゆ
- 新谷良子
- 時空海賊SEVEN SEAS
- スクールランブル
- 茅原実里（Minori Chihara Live 2009 Final & Countdown Live 2009-2010より）
- Neo Atomic Motor
- 橋本みゆき
- MIU
- 水木一郎
- MOSAIC.WAV
- 森久保祥太郎
- Y.M.C.A.
- 山本淳一
- 妖精帝國
- 横須賀ゆめな
- yozuca*
- Wake Up, Girls!
- 下野紘

## 作曲・編曲

### TOMO名義
- シスタープリンセス／「Kaleidoscope」
  - 「笑顔がNo.1やっぱりね」：作曲・編曲
  - 「私のダーリン」：作曲・編曲
  - 「恋する季節の中で」：編曲
  - 「MIX JUICE」：編曲
  - 「Face to Face」：作曲・編曲
  - 「TENDER GREEN」：編曲
- ラブひな／青山素子ミニアルバム「春夏秋冬恋繚乱」
  - 「サクラのキモチ」：作曲・編曲
  - 「ダリアのチカラ」：作曲・編曲

### 大串友紀名義
- 宇宙のステルヴィア／「宇宙学園ステルヴィア校大歌謡祭」
  - 「宇宙学園ステルヴィア校　校歌」：作曲・編曲
  - 「Happy&Lucky」：作曲・編曲
  - 「『ビッグ4』のテーマ」：作曲・編曲
  - 「You　Win!」：作曲・編曲
  - 「Cosmic Girl No.1」：作曲・編曲
- アップルパイ／「スウィート☆ベスト☆スウィート」
  - 「ビートエンジェルのテーマ」：作曲・ミキシング

## 出演ライブ
DVD
- 「スーパー戦隊魂2004」
- 「スクラン祭りだよ、全員集合!!」
- 「LIVE IN TOKYO かぶら2008 LIVE」

## 使用機材
レコーディング
- Digidesign／Pro Tools HD

シンセサイザー
- ヤマハ／MO8
- ローランド／JP-8000